# Horácio Hora
Horácio Pinto da Hora (Laranjeiras, 17 de setembro de 1853 — Paris, 28 de fevereiro de 1890), mais conhecido por Horácio Hora, foi um pintor brasileiro, sergipano e um dos mais destacados representantes da pintura do Romantismo.

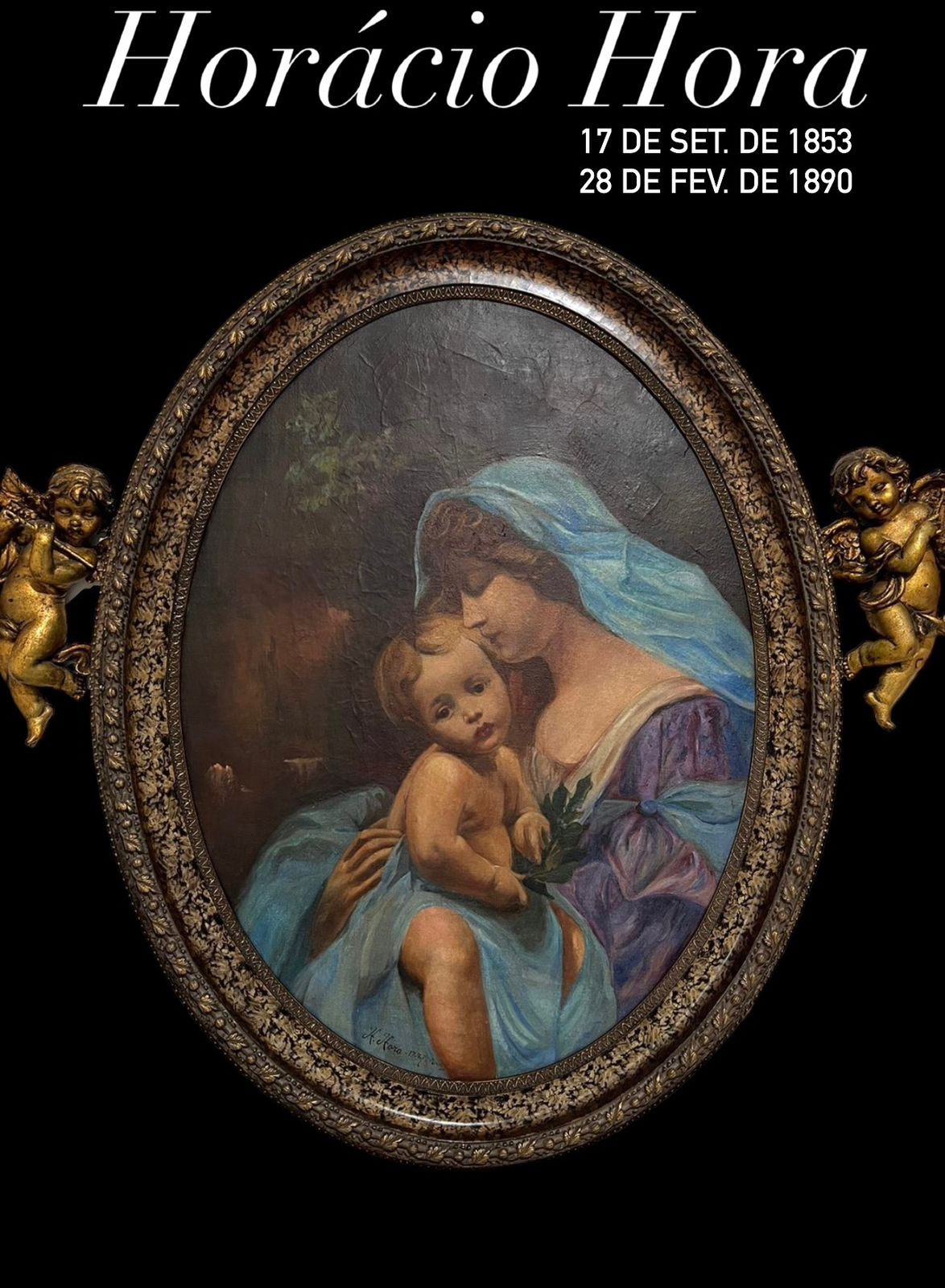
Madona (1887).

## Biografia

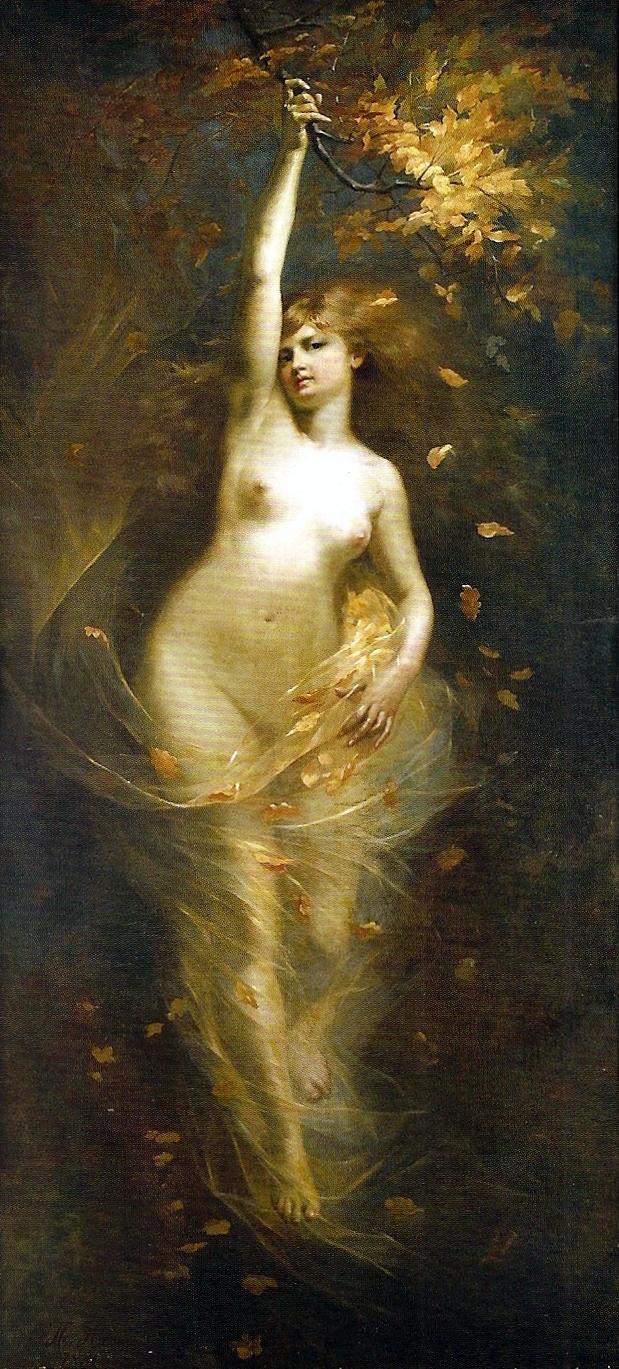
Folhas de Outono, óleo sobre tela, dim: 2,60 x 1,20. Quadro de Horácio Hora, que está no Museu Mariano Procópio.

Filho de Antônio Esteves de Souza e Maria Augusta da Hora, Horácio pertencia a famílias tradicionais da província de Sergipe. Era meio-irmão do conceituado médico e farmacêutico, Dr. Francisco Hora de Magalhães, e primo do ilustre médico sergipano, Dr. Antônio Militão de Bragança. A família Hora inicialmente ofereceu resistência ao casamento de Maria Augusta da Hora com Antônio Esteves de Souza. Antônio Esteves de Souza foi para Estância, onde moravam seus familiares, para preparar-se para o casamento, e lá adoeceu, vindo a falecer antes de casar-se com Maria Augusta da Hora e antes de conhecer o filho Horácio. Horácio passou a infância e a adolescência em Laranjeiras, a então cidade mais próspera da província. Tendo iniciado ainda na infância seus trabalhos artísticos, em 1875 ganha do Império uma bolsa de estudos na Europa, permanecendo durante seis anos na Escola de Belas Artes de Paris e na Escola Municipal de Desenho de Paris, França, onde foi aluno do conceituado escultor Justin-Marie Lequien. Lá Horácio obtém o 1º prêmio no concurso geral de todas as escolas de Paris e o título de aluno modelo, além ter mantido contato com o também pintor Alexandre Cabanel e o escultor François Michaud, entre muitas outras personalidades. Foi nessa época que ele conheceu, em Paris, a baronesa de Catumbi, D. Júlia Alves Pereira da Cunha, a quem retratou. Nessa época, ele também conviveu com Almeida Júnior, Manuel Lopes Rodrigues, entre outros.
Retornou ao Brasil em 1881 e tentou viver em Sergipe, mas as condições provincianas desfavoráveis o impediram. Segue, então, para Salvador, província da Bahia, onde tem grande receptividade. Retorna a Paris no final de sua vida, e lá se apaixona por uma engomadeira chamada Mathilde Lafage, e por ela vende tudo que possuía. Horácio vem a falecer em 1890, com apenas 37 anos, estando sepultado no cemitério do Père-Lachaise, em Paris.
É o patrono da cadeira nº 14 da Academia Sergipana de Letras.

## Ano Horácio Hora - 2003
Atendendo a uma sugestão do Conselho Estadual de Cultura, o Governo do Estado de Sergipe declarou 2003 o Ano Horácio Hora, em comemoração aos 150 anos de seu nascimento.

## Principais obras
Deixou um conjunto de mais de 300 obras, entre as quais se destacam Peri e Ceci, Miséria e Caridade, Quitanta em Paris, Auto-retrato, Marquesa de Catumbi, Interior de um quarto em Paris, Rua Laffayette e Capitão Hora.[carece de fontes?]
O quadro ao lado, Folhas de Outono, está exposto no Museu Mariano Procópio, na sua Grande Galeria Maria Amália.
A obra Peri e Ceci está exposta no Museu Histórico de Sergipe, no município sergipano de São Cristóvão. Horácio inspirou-se no romance O Guarani, de José de Alencar, e utilizou na obra elementos de sua própria vida, tais como o cenário e, até mesmo, a imagem de sua irmã para representar Ceci.[carece de fontes?]

## Ligações externas

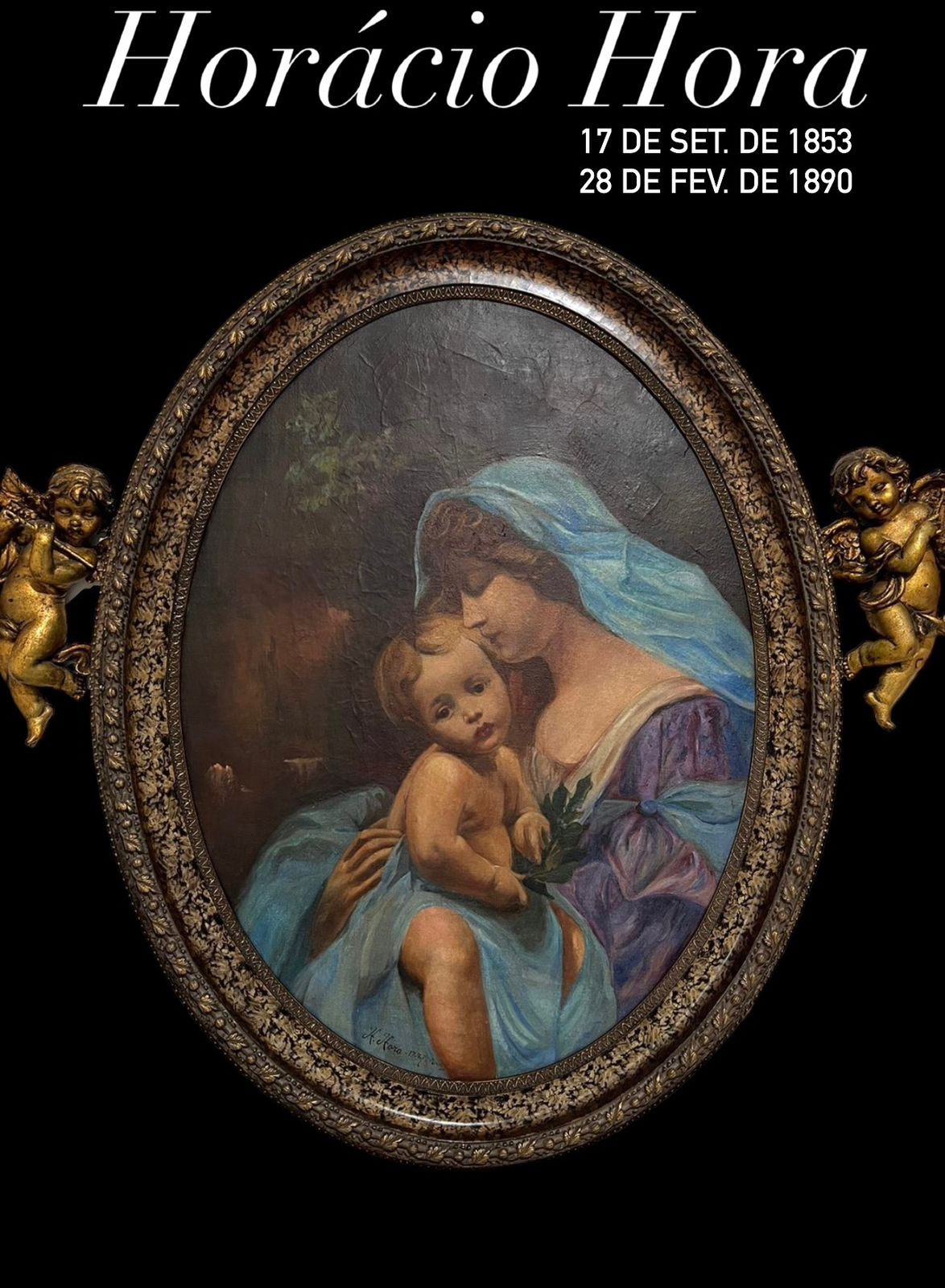
Obra: Madona. (OST, 95 X 67, com Moldura: 111,86). Paris, em 1887.